# Malet frankolin
Malet frankolin (Francolinus pictus) er en fasanfugl, der lever i Indien og Sri Lanka.